# Carmosina
Carmosina es una comedia en prosa de tres actos de Alfred de Musset, estrenada en el Teatro del Odéon el 22 de octubre de 1865.

## Personajes
- Pedro de Aragón, rey de Sicilia
- Maese Bernardo, médico
- Donna Pasqua, mujer de Maese Bernardo
- Carmosina, su hija
- Minuccio, trovador
- Perillo, joven abogado
- Ser Vespasiano, caballero en busca de fortuna
- Un oficial del Palacio
- Michele, criado en casa de Maese Bernardo.
- La reina Constanza, mujer del rey Pedro
- Pajes, Escuderos, Damas de honor, Doncellas de la reina[4]

## Resumen

### Acto I
- Escena I: En su casa de Palermo, Maese Bernardo, un médico, conversa con su mujer, Donna Pasqua, sobre la enfermedad de su hija Carmosina. Donna Pasqua le dice a Maese Bernardo que ninguna de las medicinas que prepara sirve para nada. Ella cree que su hija está enamorada de Ser Vespasiano, así que decide invitarlo a cenar. Salen
- Escena II: Entra Perillo. Vuelve de haber estudiando en Padua durante seis años. Se extraña al no encontrar a nadie. Le preocupa que Carmosina lo haya olvidado, aunque esté comprometida con él, y Maese Bernardo le haya prometido que será su mujer.
- Escena III: Entra Maese Bernardo, y le comunica que Carmosine está enferma y que no sabe como curarla. Perillo se preocupa por ella. Maese Bernado le confirma que sigue deseando entregarle su mano.
- Escena IV: Entra Donna Pasqua, anunciando que Carmosina se siente mejor y quiere venir al jardín. Perillo se esconde tras un tapiz para verla pasar. Donna Pasqua sale para prepararle un asiento en el jardín.
- Escena V: Entra Carmosina, contenta. Ha soñado con Perillo. Su padre le dice que él está en la ciudad. Ella se preocupa con esta noticia, porque no tiene ganas de volver a verlo. Perillo se va sin ser visto por Carmosina, que se desmaya cuando Maese Bernardo le insiste al respecto.
- Escena VI: Entra Donna Pasqua, que despierta a Carmosina y le dice que Ser Vespasiano está invitado a cenar. Ella se siente lo bastante fuerte como para comer.
- Escena VII: Ser Vespasiano come con la familia y Carmosina evita sus miradas. Parece que le gusta. Al escucha a Minuccio, un trovador, cantar en la calle, le pide a su padre que lo haga subir. Éste lo hace con gusto: tiene en mucha estima a Minuccio.
- Escena VIII: Minuccio pide a Carmosina que sonría y halaga su belleza. Maese Bernardo recibe una carta de Perillo. Carmosina la lee, a pesar de la negativa de su padre. Se entera de que estaba escondido detrás del tapiz y de que sabe que ella ya no lo ama. Solicita una entrevista privada con Minuccio, y le anuncia a Ser Vespasiano que no quiere casarse.
- Escena IX: Carmosina, a solas con Minuccio, le confía que ama al rey, y le pide que se lo haga saber. Minuccio jura dentro de tres días y guardar el secreto.

### Acto II
- Escena I: En una sala del palacio del rey, Perillo espera a este, para decirle algo cuando pase.
- Escena II: Entra Minuccio, que intenta escribir unos versos, pero no tiene papel; le pide a Perillo algo para escribir. Perillo reconoce a Minuccio, que se ocupó de él cuando era pequeño. Perillo le cuenta que quiere alistarse en el ejército de Nápoles. Minuccio, que sabe por qué está desesperado, le aconseja esperar algunos días para reflexionar bien sobre esta decisión. Perillo sigue su consejo, y le pide que le diga algo a Maese Bernardo la próxima vez que lo vea, pero Ser Vespasiano entra antes de que pueda decir de qué se trata.
- Escena III: Ser Vespasiano explica a Minuccio que quiere casarse con Carmosina, porque el rey le ha prometido unas tierras por su boda. Le cuenta a Minuccio, aunque éste haya asistido a los acontecimientos de la víspera, la llegada de la carta de Perillo. Ser Vespasiano está preocupado, porque le ha dicho al rey que sus esponsales iban por buen camino, a pesar de que Carmosina ha desdeñado sus avances. Cuando Ser Vespasiano se marcha, Perillo se lamenta de que Carmosina haya dado a leer su desesperación a otros.
- Escena IV: Un oficial del palacio anuncia que el rey va a llegar. Ser Vespasiano le dice a Minuccio que va a hablar de su matrimonio con el rey.
- Escena V: Entran el rey y la reina. Él está furioso. Le pregunta a Perillo que lo trae ante él. Perillo dice que quiere alistarse en el ejército. El rey lo exhorta a darle sus razones: no quiere que la gente se aliste por penas de amor. Perillo se niega, apoyado por la reina, que lo aprecia por no revelar su secreto. Finalmente, el rey lo admite. Perillo se retira.
- Escena VI: El rey y su mujer hacen venir a Minuccio para que cante. El rey recibe una nota, que lee. Vespasiano intenta inmiscuirse en la conversación para poder hablar de su matrimonio. Minuccio propone unas adivinanzas a Vespasiano y a las camaristas de la reina, que consiguen adivinarlas todas. Ser Vespasiano se marcha, ya que no se trata el asunto de su boda.
- Escena VII: Minuccio canta una romance de amor escrito por una joven. Cuenta la historia de Carmosina y Perillo sin dar nombres. La reina entrega su alianza a Minuccio para que se la entregue a la joven. El rey quiere saber de quién se trata. Minuccio pide a los demás que se marchen, porque ha jurado no decírselo a nadie más que al rey. El autoriza, aun así, que la reina se quede, porque confía plenamente en ella. Esta sale de buen grado, porque no quiere saber aquello de lo que se supone que no debe enterarse. Minuccio revela que se trata de Carmosina y Perillo, que ahora quiere matarse. También le dice que Carmosina lo ama. El rey le responde que quiere ir a verla, y hay que contarle esta historia a la reina.

### Acto III
- Escena I: En el jardín de Maese Bernardo, Minuccio canta el romance de Carmosina a Maese Bernardo, Perillo y Carmosina. A estos dos últimos les gusta mucho, mientras que a Maese Bernardo le agrada. Perillo parece triste. Carmosina le pide perdón por su comportamiento del día anterior: ella estaba enferma y sufriendo.
- Escena II: Pasa Ser Vespasiano, conversando con Donna Pasqua sobre su matrimonio con Carmosina y su dote. Carmosina, a quien no le agrada, se va con Perillo.
- Escena III: Maese Bernardo intenta averiguar por medio de Minuccio el secreto que Carmosina le ha contado, y le confía que ha visto a Carmosina escribir durante la noche. Se van, al ver volver a Ser Vespasiano y Donna Pasqua.
- Escena IV: Estos últimos han acordado el importe de la dote. Contento, Ser Vespasiano acude al tabelión. Donna Pasqua vuelve a entrar en la casa.
- Escena V: Una vez solos, Carmosina le pide a Perillo que, si ella llega a morir, cuide de Maese Bernardo. Perillo, que no comprende las razones de esta petición, quiere convencerla de que no lo haga. Ella le indica un lugar al que debe ir a leer un papel que ella ha escondido.
- Escena VI: A solas, Carmosina está contenta, porque Minuccio le ha dicho que el rey está al corriente de todo. Besa la alianza, que quiere llevarse a la tumba. Alguien llama. Hay dos mujeres con velo afuera. Ella hace que se les abra.
- Escena VII: Una pregunta si está allí Maese Bernardo. Al ver a Carmosina, le dice que es a ella a quien quiere ver.
- Escena VIII: Es la reina, pero Carmosina no la reconoce. La reina se presenta como una pariente de Perillo y le pide una entrevista corta, que Carmosina acepta. Maese Bernardo ve a Carmosina y a la mujer, Minuccio lo aleja. La reina la interroga hábilmente, figiendo tener una amiga aquejada de un mal similar, y acaba por comprender que Carmosina podría amar a Perillo, si no amase ya al rey. Cuando Carmosina se da cuenta de con quién está hablando, se avergüenza de haberle hablado como a una igual a la reina, y de que esta se haya enterado de que ama a su marido. Cree que Minuccio la ha traicionado. La reina la tranquiliza, diciéndole que es el rey quien se lo ha dicho. Le dice también que el rey quiere que se restablezca, que sea feliz y que recupere el ánimo, pero también que se case con Perillo. El rey la estima, y quiere que ella viva, así, será dama de honor de la reina para poder ver al rey todos los días. Se oyen los clarines que anuncian la salida del rey.
- Escena IX: Entran Minuccio, Ser Vespasiano, Donna Pasqua, Maese Bernardo y el rey, con Perillo a su lado. Ser Vespasiano está seguro de que él ha venido a arreglar su propia boda con Carmosina. El rey anuncia que quiere que ella se cure, que le entrega en matrimonio a Perillo y que él llevará sus colores. Le da un beso en la frente.

## Adaptaciones francesas
- 1926 : puesta en escena de Pierre Fresnay, Comédie-Française[5]
- 1938 : puesta en escena denJean Debucourt, Comédie-Française[6]
- 1980 : puesta en escena de Henri Demay, Sala Valhubert,[7][8]